# Copa Oswaldo Cruz 1956
Copa Oswaldo Cruz 1956 - turniej towarzyski o Puchar Oswaldo Cruz między reprezentacjami Paragwaju i Brazylii rozegrano po raz trzeci w 1956 roku.

## Mecze
| 12 czerwca Asunción |  | Paragwaj | 0 | - | 2 | Brazylia |

| 17 czerwca Asunción |  | Paragwaj | 2 | - | 5 | Brazylia |

## Końcowa tabela
| M | Reprezentacja | L.m. | Zw. | Rem. | Por. | Bramki | R.br. | Pkt |
| 1 | Brazylia      | 2    | 2   | 0    | 0    | 7:2    | +5    | 4   |
| 2 | Paragwaj      | 2    | 0   | 0    | 2    | 2:7    | -5    | 0   |

Triumfatorem turnieju Copa Oswaldo Cruz 1956 został zespół Brazylii.
Poprzedni turniej: Copa Oswaldo Cruz 1955, następny:Copa Oswaldo Cruz 1958